# عبد السلام المحجوب
محمد عبد السلام المحجوب (1935 - 31 يناير 2022) هو وزيرٌ أسبق لوزارة الدولة للتنمية المحلية، وشغل قبلها منصب نائب رئيس المخابرات العامة ثم محافظاً للإسماعيلية فمحافظاً للإسكندرية.

## حياته
من مواليد محافظة الدقهلية مدينة محلة الدمنة في مصر العام 1935، وهو حاصل على بكالوريوس العلوم العسكرية من الكلية الحربية العام 1955. كان هو ضابط الحالة الخاص بالجاسوس الشهير جمعة الشوان وكان جمعة الشوان قد صرح بذلك في أحد اللقاءات وكان نائب مدير المخابرات المصرية أثناء محاوله اغتيال الرئيس مبارك في أديس أبابا. وقد لعب دوره الفنان الراحل صلاح قابيل في مسلسل دموع في عيون وقحة وكان يدعى الريس زكريا
تولى عدة مناصب منها: ملحقا عسكريا خارجيا، تولى منصب نائب رئيس الأمن القومي إضافة إلى محافظ لمحافظتي الإسماعيلية والإسكندرية.
تذكر المصادر أنَّ الفترة التي برز فيها اسم عبد السلام المحجوب كانت حين تولى منصب محافظة الإسكندرية، تلك المدينة التي تعتبر ثاني أكبر مدن مصر، حيث بدأ إعادة البناء والصيانة لعدد كبير من منشآت ومرافق المدينة العامة ومنها كورنيش الإسكندرية الشهير، وذلك خلال الفترة التي تولى فيها المحافظة من 1997 إلى 2006.
رغم هذا وجهت له بعض الانتقادات خصوصًا في مشروع تطوير وتوسيع الكورنيش الذي أتى على مساحات إضافية من شاطئ البحر، إضافةً إلى الخشية من تضرر بعض الآثار الغارقة على الساحل.

## وفاته
تُوفي عبد السلام المحجوب بتاريخ 31 يناير (كانون الثاني) 2022 ميلاديًا الموافق 28 جمادى الآخرة 1443 هجريًا، عن عمرٍ ناهز 86 عامًا.